# Inteligentni transportni sustavi
Inteligentni transportni sustavi (ITS) mogu se definirati kao holistička, upravljačka i informacijsko-komunikacijska (kibernetska) nadogradnja klasičnog sustava prometa i prijevoza kojim se postiže znatno poboljšanje performansi, odvijanje prometa, učinkovitiji prijevoz putnika i roba, poboljšanje sigurnosti u prometu, udobnost i zaštita putnika, manja onečišćenja okoliša, itd.
ITS je upravljačka i informacijsko-komunikacijska nadogradnja klasičnoga prometnog i transportno-logističkog sustava s bitnim poboljšanjima za mrežne operatore, davatelje usluga, korisnike i društvo u cjelini.
ITS temeljne usluge (ITS Fundamental Services)
1. informiranje putnika (Traveler Information)

2. upravljanje prometom i operacijama (Traffic Management and Operations)

3. vozila (Vehicles)

4. prijevoz tereta (Freight Transport)

5. javni prijevoz (Public Transport)[za uhodani hrvatski izraz ne treba engleski naziv]

6. žurne služne (Emergency)

7. elektronička plaćanja vezana za transport (Transport Related Electronic Payment)

8. sigurnost osoba u cestovnom prijevozu (Road Transport Related Personal Safety)

9. nadzor vremenskih uvjeta i okoliša (Weather and Environmental Monitoring)

10. upravljanje odzivom na velike nesreće (Disaster Response Management and Coordination)

11. nacionalna sigurnost i zaštita (National Security).

Skup od 32 temeljne usluge ( ISO definicija):
1. predputno informiranje (Pre-trip Information)

2. putno informiranje vozača (On-trip Driver Information)

3. putno informiranje u javnom prijevozu (On-trip Public Transport Informati-on)

4. osobne informacijske usluge (Personal Information Services)

5. rutni vodič i navigacija (Route Guidance and Navigation)

6. podrška planiranju prijevoza (Transport Planning Support)

7. vođenje prometnog toka (Traffic Control)

8. nadzor i otklanjanje incidenata (Incident Management)

9. upravljanje potražnjom (Demand Management)

10. nadzor nad kršenjem prometne regulative (Policing/Enforcing Traffic Regulations)

11. upravljanje održavanjem infrastrukture (Infrastructure Maintenance Management)

12. poboljšanje vidljivosti (Vision Enhancement)

13. automatizirane operacije vozila (Automated Vehicle Operation)

14. izbjegavanje čelnih sudara (Longitudinal Colision Avoidance)

15. izbjegavanje bočnih sudara (Lateral Collision Avoidance)

16. sigurnosna pripravnost (Safety Readiness)

17. sprječavanje sudara (Pre-crash Restraint Deployment)

18. odobrenja za komercijalna vozila (Commercial Vehicle Pre-Clearance)

19. administrativni procesi za komercijalna vozila (Commercial Vehicle Administrative Processes)

20. automatski nadzor sigurnosti cesta (Automated Roadside Safety Inspection)

21. sigurnosni nadzor komercijalnog vozilana instrumentnoj ploči vozila (Commercial Vehicle On-board Safety Monitoring)

22. upravljanje komercijalnim voznim parkom(Commercial Fleet Manage-ment)

23. upravljanje javnim prijevozom (Public Transport Management)

24. javni prijevoz na zahtjev (Demand-Responsive Public Transport)

25. upravljanje zajedničkim prijevozom (Shared Transport Management)

26. žurne objave i zaštita osoba (Emergency Notification and Personal Security)

27. upravljanje vozilima žurnih službi (Emergency Vehicle Management)

28. obavješćivanje o opasnim teretima (Hazardous Materials and Incident Information)

29. elektroničke financijske transakcije (Electronic Financial Transactions)

30. zaštita u javnom prijevozu (Public Travel Security)

31. povećanje sigurnosti “ranjivih” cestovnih korisnika (Safety Enhancement for Vulnerable Road Users)

32. inteligentna čvorišta i dionice

## Vanjske poveznice
- Inteligentni transportni sustavi Hrvatska tehnička enciklopedija, portal hrvatske tehničke baštine. LZMK